# Xã Lake, Quận Luzerne, Pennsylvania
Xã Lake (tiếng Anh: Lake Township) là một xã thuộc quận Luzerne, tiểu bang Pennsylvania, Hoa Kỳ. Năm 2010, dân số của xã này là 2.049 người.